# Anterhynchium astrophilum
Anterhynchium astrophilum är en stekelart som beskrevs av Giordani Soika 1996. Anterhynchium astrophilum ingår i släktet Anterhynchium och familjen Eumenidae. Inga underarter finns listade i Catalogue of Life.